# 壮年JUMP
「壮年JUMP」（そうねんジャンプ）は、サザンオールスターズの楽曲。自身の2作目の配信シングルとして、タイシタレーベル / SPEEDSTAR RECORDSからダウンロード配信で2018年7月23日に発売された。
なお、2019年12月20日からはストリーミング配信を開始した。

## 背景
当初、本作の発売は決まっておらず楽曲自体もアルバム『海のOh, Yeah!!』の収録曲としてメディアで披露されていたが、音楽番組やタイアップCMでの反響が大きかったことから急遽配信が決まった。
本作はサザン自身元号が「平成」の間にリリースされた最後のシングル曲（CD、配信併せて）である。

## プロモーション

### テレビ披露
| 放送日        | 番組名                                 | 放送局     | 披露曲 | 出典   |
| ------------- | -------------------------------------- | ---------- | --- | ------ |
| 2018年7月7日  | THE MUSIC DAY 伝えたい歌               | 日本テレビ | 「闘う戦士たちへ愛を込めて」 「壮年JUMP」 「LOVE AFFAIR 〜秘密のデート」 | [ 5 ]  |
| 2018年7月14日 | 音楽の日 2018                          | TBS        | 「闘う戦士たちへ愛を込めて」 「壮年JUMP」 「涙の海で抱かれたい 〜SEA OF LOVE〜」 | [ 6 ]  |
| 2018年7月20日 | ミュージックステーション               | テレビ朝日 | 「闘う戦士たちへ愛を込めて」 「壮年JUMP」 | [ 7 ]  |
| 2018年7月25日 | 2018 FNSうたの夏まつり                 | フジテレビ | 「壮年JUMP」 「東京VICTORY」 | [ 8 ]  |
| 2018年7月31日 | うたコン                               | NHK        | 「闘う戦士たちへ愛を込めて」 「壮年JUMP」 | [ 9 ]  |
| 2018年8月8日  | クローズアップ!サザン 40周年プレミアム | NHK        | 「闘う戦士たちへ愛を込めて」 「壮年JUMP」 「茅ヶ崎に背を向けて」 「いとしのエリー」 「YOU」 「SEA SIDE WOMAN BLUES」 「涙の海で抱かれたい ～SEA OF LOVE～」 「東京VICTORY」 「ミス・ブランニュー・デイ」 「HOTEL PACIFIC」 「みんなのうた」 「LOVE AFFAIR～秘密のデート」 「勝手にシンドバッド」                                                                                            | [ 10 ] |
| 2019年1月1日  | クローズアップ!サザン 新春スペシャル   | NHK        | 「闘う戦士たちへ愛を込めて」 「壮年JUMP」 「茅ヶ崎に背を向けて」 「女呼んでブギ」 「いとしのエリー」 「YOU」 「愛の言霊 〜Spiritual Message〜」 「汚れた台所」 「SEA SIDE WOMAN BLUES」 「涙の海で抱かれたい ～SEA OF LOVE～」 「東京VICTORY」 「ミス・ブランニュー・デイ」 「匂艶 THE NIGHT CLUB」 「HOTEL PACIFIC」 「みんなのうた」 「LOVE AFFAIR～秘密のデート」 「勝手にシンドバッド」 | [ 11 ] |

## 収録曲
1. 壮年JUMP (4:30)
（作詞・作曲：桑田佳祐 / 編曲：サザンオールスターズ / 弦編曲：原由子）
メンバー全員出演のアサヒ飲料「三ツ矢サイダー」CMソング。
タイトルは集英社発行の『週刊少年ジャンプ』をもじったもので、桑田はこの部分から先に思い付いた旨を述べている[12][13]。
この曲が披露されて以降、2018年5月16日に亡くなった西城秀樹[注釈 2]や同年秋に芸能界を引退することがすでに報じられていた安室奈美恵をイメージしたり、若年層ではSMAPや関ジャニ∞をはじめとしたジャニーズ系アイドル、AKB48のような女性アイドルを連想する者がいたりと、リスナーの間ではこの曲における「アイドル」が誰を指しているのかと話題になった[16]。また、後述のようにこの曲を絶賛した寺脇康文は「あなた（サザン及び桑田のこと）が、僕らの“アイドル”ですよ」とコメントしている[17]。この曲の歌詞について桑田は自身が敬愛し、2016年に亡くなったデヴィッド・ボウイがイメージとしてあった旨と、前述の安室の引退の影響も少なからず受けた事を述べている。また、西城の訃報が報じられたのはこの曲が制作された後であり、5月17日以前に制作されたことが分かる[18]。また、桑田は前述する若年層がイメージしたアイドルも念頭に述べつつ、自身も少年時代に天地真理やビートルズが好きだった旨を述べ、近年でいうオタクも含めた「彼らに夢中になるファンの、今も昔も変わらない、わくわくするような心理」を描いた旨も述べている[19]。一方でこの曲の歌詞には、小泉今日子の「なんてったってアイドル」[16]や桑田が敬愛するアントニオ猪木を思わせる「闘魂」というフレーズが登場したり[16][20]、タイアップ先の「三ツ矢サイダー」を連想させるフレーズが存在している[16]。なお、後者に関してはCMのコンセプトが「夏だサザンだ」と明快だったため、書きやすかった旨を桑田が述べている[13]。
『海のOh, Yeah!!』の歌詞カードには「※曲中に施されたノイズ音や加工は制作意図によるものです。ノスタルジックかつアナログな質感をお楽しみください」といった説明書きがなされている[21]。
ミュージック・ビデオは、田辺秀伸が監督を担当し、1970年代から2010年代のアイドルを表現した女性キャストが登場して、サザンのメンバーと一緒にダンスを披露している。なお、MVには千葉県のシンガーのジャガーが出演している[22]。
「三ツ矢サイダー」のCMはデビューからちょうど40年にあたる2018年6月25日からオンエアーとなっており、同年4月〜6月まで「勝手にシンドバッド」「みんなのうた」「LOVE AFFAIR 〜秘密のデート」「I AM YOUR SINGER」が同タイアップに起用され、今回のCMはこれらの続きとなっている[23]。
同年6月25日にはメンバーが揉めているように模した写真（桑田が言うには「ああいうのは照れ隠しもあるんじゃないですかね (笑)」[24]）やアルバムや全国ツアーの予定と共に、この曲の歌詞を引用した「バンドはつらいよ〜なんてったって最強なのはアイドル〜」というキャッチフレーズが書かれた広告が発表された[25]。
同年6月30日に放送された桑田のラジオ番組『桑田佳祐のやさしい夜遊び』でフル尺での初解禁が行われ[26]、7月9日には全国ラジオにてオンエア解禁された[27]。同年7月14日放送の『桑田佳祐のやさしい夜遊び』で代行DJを岸谷五朗と行った寺脇は、本曲を「こういうサザンが聴きたい、という曲をちゃんと出してくれる」と評価している[17]。
同年8月6日発売の『週刊少年ジャンプ』の36・37合併号の表紙にサザンのメンバー全員が漫画キャラ化されて登場する。少年ジャンプ創刊50年の歴史で表紙全面にミュージシャンが飾るのは今回が初めてでもある。週刊少年ジャンプの編集部による桑田へのインタビューが実現しており[注釈 3]、この楽曲の真相や、多くの名曲を生み出し続ける秘訣に関して、稲垣理一郎がインタビューを行い、その模様が平方昌宏による漫画として同号に収録されている[28][29]。

## 参加ミュージシャン
- 桑田佳祐：Vocal・Guitar
- 関口和之：Bass
- 松田弘：Drums
- 原由子：Keyboards・Vocal
- 野沢秀行：Percussion
- 角谷仁宣：Computer Programming
- 片山敦夫：Synthesizer & Synthe-Bass
- 斎藤誠：Acoustic / Electric Guitars
- 401stオールスターズ：Backing Vocal

## 収録アルバム
| 曲名     | 作品名         |
| -------- | -------------- |
| 壮年JUMP | 海のOh, Yeah!! |

## ミュージック・ビデオ収録作品
| 曲名     | 作品名                                                            |
| -------- | ----------------------------------------------------------------- |
| 壮年JUMP | 21世紀の音楽異端児 (21st Century Southern All Stars Music Videos) |

## ライブ映像作品
| 曲名     | 作品名                                                                                            |
| -------- | ------------------------------------------------------------------------------------------------- |
| 壮年JUMP | LIVE TOUR 2019 “キミは見てくれが悪いんだから、アホ丸出しでマイクを握ってろ!!” だと!? ふざけるな!! |